# حقوق الإنسان في تايوان

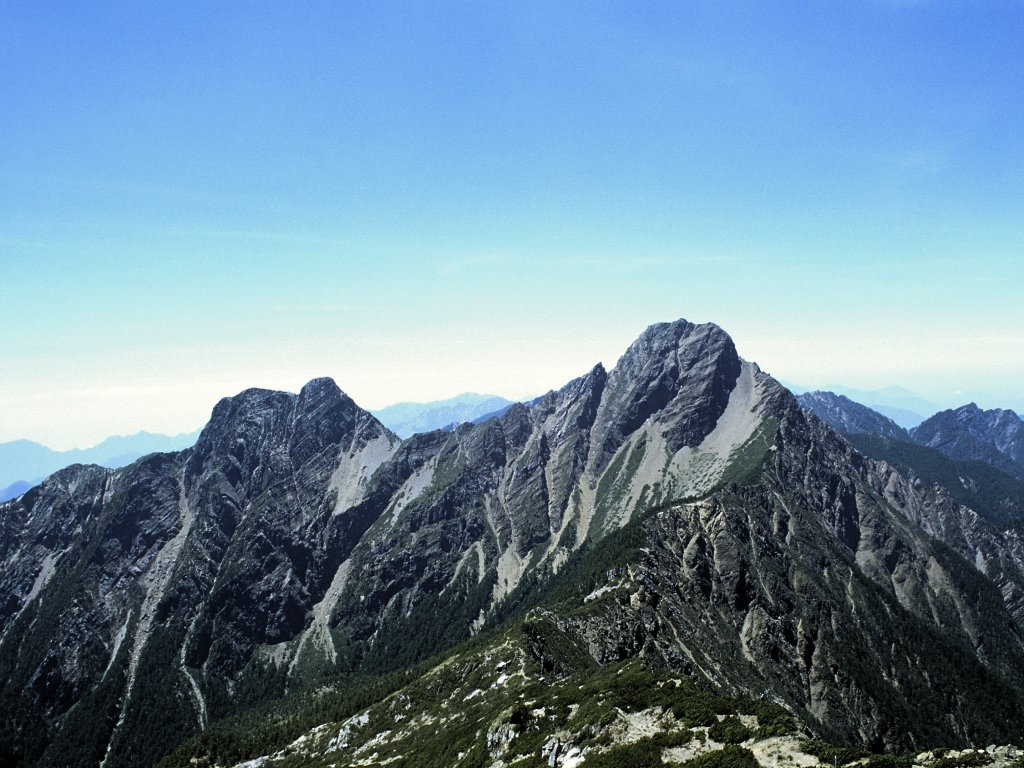

شهد سجل حقوق الإنسان في تايوان بشكل عام تحولاً كبيراً منذ التسعينات.
تتمتع جمهورية الصين بديمقراطية متعددة الأحزاب. انتصر تشن شوي-بيان، مرشح الحزب الديمقراطي التقدمي الرئاسي عام 2000، بعد أكثر من 50 عاماً من حكم حزب الكومينتانغ، وكان أول انتقال من حزب سياسي إلى آخر في التاريخ التايواني، وفقاً لتقارير موقع مكتب المعلومات الحكومية الذي وصف الحدث بأنه «الأول على الإطلاق في التاريخ الصيني». تبع ذلك إصلاحات ديمقراطية تدريجية منذ الثمانينيات والتسعينيات، وأبرزها رفع الأحكام العرفية في عام 1987، وإلغاء الأحكام المؤقتة السارية خلال فترة التمرد الشيوعي في عام 1991 حتى أصبح دستور جمهورية الصين فعالاً في تايوان.
يمكن للمواطنين في تايوان تغيير حكومتهم من خلال الانتخابات ويتمتعون بمعظم الحقوق الأساسية، وفقاً لتقرير فريدم هاوس لعام 2004. صنفت فريدم هاوس تايوان باعتبارها واحدة من أكثر الدول «حرية» في آسيا. حسب مقياس من 1 إلى 7 ومع العلم أن الرقم 1 يدل على التصنيف الأعلى، فإن تايوان تأخذ الرقم 1 لكل من الحقوق السياسية والحريات المدنية. هذا يمثل تحسناً ملحوظاً، إذ كان التصنيف عام 1973 هو 6.5، وارتفع إلى 2.1 بحلول عام 2000. بالنسبة لمعظم تاريخ نظام حكم الكومينتانغ في تايوان، ومنذ التراجع عن البر الرئيسي عام 1949 وحتى سبعينيات وثمانينات القرن العشرين، كانت الدولة مستبدة للغاية وعلى درجات متفاوتة من قمع الحقوق السياسية والمدنية. ناقش مجلس اليوان التشريعي وأقر العهد الدولي الخاص بالحقوق المدنية والسياسية والعهد الدولي الخاص بالحقوق الاقتصادية والاجتماعية والثقافية في 31 مارس 2009.

## التاريخ

### تايوان تحت الحكم الياباني
شهدت حقوق الإنسان خلال عهد الحكم الياباني تغييرات جذرية على ثلاث مراحل رئيسية. بعد هزيمة جمهورية فورموزا عام 1895، استولت إمبراطورية اليابان على تايوان. عيّنت الإدارة اليابانية المبكرة حكاماً عسكريين. حدّت السياسات الاستعمارية من حقوق الإنسان للشعب التايواني غالباً. بعد حادثة تاباني عام 1915 وتورط اليابان في الحرب العالمية الأولى، حُرِّرت تايوان من الحكم الاستعماري تدريجياً. أصبحت تايوان امتداداً للجزر اليابانية الرئيسية وعُلِّم الشعب التايواني بموجب سياسة الاستيعاب.
بدأت المرحلة الأخيرة من الحكم الياباني مع اندلاع الحرب الصينية اليابانية الثانية عام 1937. عندما أصبح اليابانيون ناشطين في الشؤون العسكرية الدولية، ارتفعت سوية العسكرية اليابانية. كان هدفها هو جعل تايوان يابانية بالكامل. في أثناء ذلك، وُضِعت قوانين لمنح التايوانيين عضوية في البرلمان الياباني، وهذه القوانين نظرياً تؤهل الفرد التايواني ليصبح رئيس وزراء اليابان في النهاية.

### تايوان تحت حكم جمهورية الصين
يعكس الاستبداد في بداية الصين القومية استمرار المواقف السياسية لتايوان في العقود الأولى بعد تأسيسها عام 1912. العديد من القادة الصينيين الذين يتبعون فكر سون يات سين، اعتقدوا بضرورة المحافظة على سيطرة مركزية قوية، بما في ذلك النظام العسكري، وخلال الجزء الأول من تاريخ النظام كان الاعتقاد العام أن السكان «غير مستعدين» للديمقراطية الكاملة. كان القمع السياسي شديداً خلال فترة بداية حكم كومينتانغ لتايوان في البر الرئيسي تحت حكم تشيانغ كاي شيك، الذي تراجع إلى تايوان بعد الحرب الأهلية الصينية.
بالإضافة إلى ذلك، يُظهر تاريخ تايوان بعد عام 1945، أوجه تشابه متعددة مع تاريخ جمهورية كوريا (كوريا الجنوبية) من ناحية الوضع السياسي وحقوق الإنسان. بين نهاية الحرب العالمية الثانية والثمانينيات، كان هناك درجة مماثلة من الاستبداد والمركزية، تبعها في النهاية حكم ديمقراطي من قبل دولتين. أصبحت كل من تايوان وكوريا الجنوبية لاعبين اقتصاديين بارزين في آسيا، وهما جزء من نمور آسيا، واعتُرِف بكليهما حالياً باعتبارهما مجتمعات حرة نسبياً مع تطورات ناجحة في مجال حقوق الإنسان في معظم المناطق.
يدور النقاش حول القيم الآسيوية، والتي تعتقد أن التقاليد السياسية والثقافية لآسيا تبرر درجة معينة من الحكم الاستبدادي لتمكين التنمية الاقتصادية السريعة للمجتمع واضعةً حقوق الإنسان التايوانية في منظور مثير للاهتمام. كانت هذه الأفكار سائدة بين العديد من القادة المهمين في ماليزيا وسنغافورة وفي أماكن أخرى مع دساتير ديمقراطية مشابهة للنمط الغربي ومقترنة بحكم الحزب الواحد الاستبدادي في التسعينات. علاوة على ذلك، يشعر البعض في البر الرئيسي للصين، بما في ذلك الباحث بجامعة بكين بان وي ب، بأن الهيكل السياسي الأكثر فاعلية وملاءمة للشعب الصيني هو دولة مركزية نسبياً تحت حكم القانون، مع قدر من التشاور الشعبي. هناك أيضاً مناقشات حول حق الحكومة في ضبط السلوكيات الاجتماعية. على سبيل المثال، اقترح أحد مستشاري البلديات أنه يمكن تخفيف انخفاض معدل الخصوبة التايواني بمعاقبة العمال غير المتزوجين والعاقرين من قبل أصحاب العمل، أثار هذا الاقتراح السخط على نطاق واسع بسبب انتهاكه حقوق الفرد.
عقوبة الإعدام موجودة في تايوان. تخضع الشرطة الوطنية ووكالات الأمن لسيطرة مدنية فعالة، رغم أن التقارير الفردية عن انتهاكات حقوق الإنسان ما تزال تظهر من حين لآخر. يتمتع سكان تايوان عموماً بمستوى معيشة مرتفع وتوزيع دخل عادل نسبياً. احترمت الحكومة بشكل عام حقوق الإنسان للمواطنين، ومع ذلك توجد مشاكل في بعض المناطق. حدثت حالات سوء معاملة الشرطة للأشخاص المحتجزين والفساد الرسمي والعنف والتمييز ضد المرأة وبغاء الأطفال وإساءة معاملتهم والاتجار بالنساء والأطفال.
في السنوات الأخيرة، ركزت قوانين تايوان على مكافحة التمييز الجنسي، ومنح المزيد من التسوية لمعارضي الخدمة العسكرية (جمهورية الصين لديها خدمة وطنية إلزامية)، ودعم التعددية الثقافية واللغوية. أصدرت وزارة العدل نسخة مسودة من القانون الأساسي لضمان حقوق الإنسان في عام 2001. لفترات هامة من تاريخ تايوان، قبل عام 1949 وما بعده، عندما فقدت جمهورية الصين سيطرتها على البر الرئيسي للصين في حين حافظت فقط على سيطرتها على تايوان والحقوق اللغوية والثقافية للأقليات أو المجموعات غير الخاضعة للسلطة والتي غالباً ما تكون مكبوتة.